# Václavíkova vila
Václavíkova vila v Žehuni je secesní stavba z roku 1910 zbudovaná jako obytný dům majitele mlýna Aloise Václavíka ml.

## Architektura
Objekt je situován přímo na břehu náhonu, v blízkosti bývalého mlýna. Stojí na půdorysu nepravidelného kříže. Střecha je valbová, s vikýři. Z obou průčelí vystupují výrazné rizality – severní do rozsáhlé zahrady a jižní sahá přímo k hladině mlýnského náhonu. Fasáda je zdobena štukovými ornamenty, pro secesi typickými. V jižním štítu je pak ve štuku proveden letopočet 1910.

## Historie
Zatímco mlýn byl v roce 1950 rodině Václavíkových zabrán, vila zůstala v jejich majetku až do roku 1973. V letech 1973–1991 zde pak sídlila školní družina.
Na základě zákona o půdě z roku 1991 byla vila (a také další nemovitosti čp. 2 a čp. 182 včetně souvisejících polností) navrácena dceři posledního mlynáře Zdeňka Václavíka, Zdeňce Václavíkové-Röschové. Ta darovala vilu svým potomkům Jitce Šoltysové a Zdeňku Röschovi. Po smrti Jitky Šoltysové daroval Jiří Šoltys v roce 2003 svoji polovinu nemovitosti Zdeňkovi Röschovi, který se tak stal jediným vlastníkem vily.
V roce 2000 byla vila zapsána do seznamu nemovitých kulturních památek ČR.
Vila je využívána k obytným účelům a rodinným setkáním.